# KDStV Bavaria Bonn
Die Katholische Deutsche Studentenverbindung Bavaria Bonn ist eine farbentragende nichtschlagende Studentenverbindung an der Rheinischen Friedrich-Wilhelms-Universität zu Bonn. 1844 gegründet, ist sie die älteste katholische Studentenverbindung Deutschlands. Sie ist Mitglied des Cartellverbands der katholischen deutschen Studentenverbindungen (CV) und des Marburger Kreises. Ihre Mitglieder werden Bonner Bayern genannt.

## Couleur, Wahlspruch und Zirkel

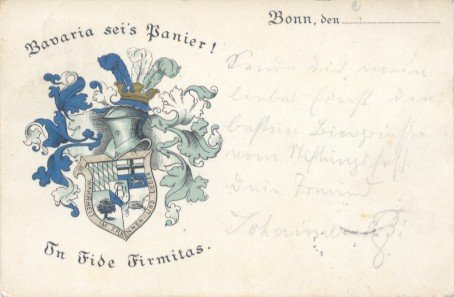
Das erste Wappen der KDStV Bavaria Bonn

Die Verbindung trägt die Farben Dunkelblau-Weiß-Hellblau sowie die Fuxenfarben Dunkelblau-Weiß. Als Kopfcouleur wird ein dunkelblauer Stürmer  getragen.
Der erste Wahlspruch der Bavaria war „Förderung der Wahrheit im Erkennen und Leben!“. Der zweite Wahlspruch der Bavaria ist „IN FIDE FIRMITAS“.
Der Bavarenzirkel ist ein couleurstudentisches Monogram von vier Buchstaben, V, C, F, B, und ein Ausrufezeichen. Diese Buchstaben stehen für VIVAT CRESCAT FLOREATQUE BAVARIA (Bavaria lebe, wachse und gedeihe). Eine andere Deutung lautet VIVAT CIRCULUS FRATRUM BAVARIAE (Es lebe der Kreis der Brüder der Bavaria).

## Geschichte

### Gründung und der Bonner Union  (1844–1857)
Die Bavaria Bonn wurde als erste katholische Studentenverbindung an deutschen Hochschulen am 15. November 1844 von fünf Theologen gegründet. In den ersten Jahren nach der Gründung führte die Bavaria eher ein verborgenes Dasein. Bereits im Jahr 1847 aber, als die Bayern nunmehr 46 Mitglieder zählten, wurde eine Diskussion begonnen, ob die Bavaria sich hin zu einer akademischen Verbindung entwickeln und dazu auch Farben tragen sollte. Ausgehend von dieser Diskussion wurde am 14. Juni 1847 ein gut besuchtes Treffen katholischer Studenten abgehalten, auf dem diese von der Notwendigkeit des Auftretens in Farben überzeugt werden konnten. Daraufhin konstituierten sich die farbentragenden Studentenverbindungen: Burgundia, Normania, Ruhrania, Salia und Thuringia. Diese sechs Verbindungen bildeten die Bonner Union, welche sich den Wahlspruch "Wahrheit im Erkennen und Leben" gegeben hatte. Die Bayern wählten sich die Farben Dunkelblau-Weiß-Hellblau und als Zeichen der Zusammengehörigkeit wurde ein Unionsband (Rot-Weiß-Rot) getragen. Im Jahr 1848 wurden die ersten Statuten verfasst und das erste Stiftungsfest gefeiert. Die Bonner Union löste sich 1853 infolge von Streitigkeiten wieder auf. Daraufhin trat die Bavaria dem DC (Delegierten-Convent) bei, welcher aus den Burschenschaften Teutonia, Allemannia, Franconia und Münsterania bestand. Im Winter 1857, wegen des Mangels an Mitgliedern, musste die noch junge Bavaria ein erstes Mal suspendiert werden.

### Zweite Periode der Bavaria (1861–1873)
Bereits im Jahr 1861 wurde die Bavaria von Kölner Gymnasiasten wiederbegründet, wobei ein reger Austausch mit den Philistern der Bavaria bestand und auch die Fahne und Couleurgegenstände an die neu gewonnenen Aktiven ausgehändigt wurden. Zu dieser Zeit stand die geistliche Oberbehörde in Köln den katholischen Korporationen so wohlwollend gegenüber, dass sie keinen Einwand gegen die Zugehörigkeit von Theologen zu Bavaria erhob. Da die zweite Gründung durch einen Freundeskreis erfolgt war, waren auch Studenten in die Bavaria aufgenommen worden denen die Überzeugung für die katholische Sache fehlte und „die Bavaria 1861-62 mehr eine bierselige Societät der Freundschaft als eine katholische Genossenschaft darstellte“. Als Reaktion darauf wurde im Wintersemester 1863/64 die neuen Statuten beschlossen mit dem „ersten und alles durchziehenden beherrschenden Grundsatz stellten sie das katholische, öffentliche Bekenntnis auf und adelten damit die Prinzipien der Freundschaft, der Sittlichkeit und der Wissenschaftlichkeit“. Wegen der Ähnlichkeit der Bavaria zur Aenania München (Gründungsverbindung des CV) wurde am 22. Juni 1863 beschlossen die Aenania wegen des Abschlusses eines Cartellverhältnisses zu kontaktieren.
Das Ersuchen eines Cartellverhältnisses mit der Aenania München wurden abgelehnt und bei ihrem Wechsel an die Universität Bonn traten die beiden Aenanen Lossen und Kayser nicht der Bavaria bei, wobei die Gründe hierfür bis heute zwischen Arminen und Bavaren umstritten sind. Lossen hatte im vorangegangenen Semester als Senior der Aenania den Wunsch Bavarias nach einem Cartell zwischen beiden Korporationen im Juni 1863 abgelehnt. Im Februar 1864 schloss jedoch Lossens zwischenzeitliche Gründung Arminia Bonn ein Cartell mit Aenania München. Arminia und Bavaria traten aufgrund dieser Ereignisse in ein Konkurrenzverhältnis, das in der Folge (1865/66) auch ausschlaggebend sein sollte für die Spaltung der katholischen Korporationen in KV und CV. 1865 schloss Bavaria ein Cartell mit Aenania und 1866 mit Winfridia Breslau, Guestfalia Tübingen und Austria Innsbruck. Wegen inneren Zwisten in der Aktivitas musste die Bavaria 1867 ein zweites Mal suspendiert werden.

### Dritte Periode der Bavaria (seit 1872)
Die dritte Periode der Bavaria begann als der spätere Pfarrer und Alsate Wilhelm Herchenbach von Münster nach Bonn wechselte und dort im Wintersemester 1872/73 damit begann die Bavaria zu rekonstruieren.

### Bavaria im NS-Staat
Nach der Machtergreifung der Nationalsozialisten sandte die Verbindung ein Ergebenheitstelegramm an Reichspräsident Hindenburg und Reichskanzler Hitler mit dem Wortlaut: 

„Bavaria Bonn, die älteste Verbindung katholischer deutscher Studenten, entbietet […] dem Volkskanzler des einigen Deutschlands ehrerbietige Grüße und gelobt treue Mitarbeit im nationalen Volksstaat.“
Bei den Bonner Bayern konnte ein eingeschränkter Aktivenbetrieb noch eine gewisse Zeit aufrechterhalten werden, so sind Receptionen (Aufnahmen von Neumitgliedern) bis in das Jahr 1938 nachweisbar. Im Zweiten Weltkrieg fielen 45 von damals 475 Mitgliedern.

## Ausrichtung
Die Bavaria vertritt die Prinzipien des Cartellverbands und ist nichtschlagend.
Die Bavaria gehörte ab 1912 dem so genannten Weißen Ring an. Auf der Cartellversammlung im Jahr 1912 wurde das cartellbrüderliche „Du“ verpflichtend für alle Verbindungen des Cartellverbandes eingeführt. Das fand nicht ungeteilte Zustimmung, weil es damals üblich war, Mitglieder von Verbindungen anderer Verbände mit „Sie“ anzusprechen. Da der Cartellverband nach der Aufgabe des Singularitätsprinzips seit der Jahrhundertwende von nur 26 Verbindungen auf über 80 angewachsen war, kam in einigen Verbindungen die Frage auf, ob es vorteilhaft sei, gänzlich unbekannte Cartellbrüder zu duzen. Da eine Ablehnung des Duz-Comments einen Ausschluss der betreffenden Verbindungen zur Folge gehabt hätte, beschlossen die Mitglieder des Weißen Rings, außenstehende Cartellbrüder zwar zu duzen, sich untereinander mit „Sie“ anzusprechen. Der Weiße Ring war eine couleurstudentische Interessengemeinschaft innerhalb des Cartellverbandes, die offiziell von 1912 bis 1923 existierte. Mitgliedsverbindungen waren die Bavaria Bonn, die Burgundia München, die Ripuaria Freiburg im Breisgau und die Zollern Münster. Des Weiteren gab es weitere sympathisierende Verbindungen, wie zum Beispiel die Guestfalia Tübingen, die Thuringia Würzburg, die Rheno-Palatia Breslau, die Rheno-Franconia München und die Marco-Danubia Wien. Ein äußerliches Erkennungsmerkmal war das Tragen einer weißen Nelke. Auf der Cartellversammlung im Jahr 1923 wurde schließlich den Mitgliedern des Weißen Rings offiziell der Siez-Comment verboten.

## Marburger Kreis
Bavaria Bonn gehört dem Marburger Kreis an, einer couleurstudentischen Interessengemeinschaft der ältesten Verbindungen innerhalb des Cartellverbandes (CV). Während sich der Marburger Kreis anfänglich (ab 1986) zusammenfand, um die damals personell geschwächte VKDSt Rhenania Marburg zu stützen, steht heutzutage das gemeinsame Bestreben im Vordergrund, dem Verfall couleurstudentischer Sitten entgegenzuwirken und das Katholizitätsprinzip innerhalb des CV zu stärken.
Der Marburger Kreis besteht aus den folgenden Mitgliedsverbindungen:
- AV Guestfalia Tübingen (1859)
- KDStV Bavaria Bonn (1844)
- KDStV Markomannia Würzburg (1871)
- KDStV Hercynia Freiburg im Breisgau (1873)
- VKDSt Rhenania Marburg (1879)
- KDStV Arminia Heidelberg (1887)

Der Marburger Kreis veranstaltet jedes Wintersemester eine reihumgehende Ringveranstaltung.

## Bekannte Mitglieder
Die Auflistung ist chronologisch nach Geburtsjahr geordnet.
- Ferdinand Stiefelhagen (1822–1902), Domherr in Köln und Schriftsteller, Mitbegründer der Bavaria
- Johann Heinrich Bangen (1823–1865), Domherr in Münster
- Leo Meurin (1825–1895), Jesuit, Missionserzbischof, Mitbegründer der Bavaria
- Ernst Lieber (1838–1902), Zentrumspolitiker und Mitglied des Reichstags
- Felix Porsch (1853–1930), Jurist, Politiker der Zentrumspartei, Abgeordneter des Reichstages und des Landtages
- Augustin Warlo (1858–1918), Landmesser und Reichstagsabgeordneter
- Josef Nacken (1860–1922), Mitglied des Reichstags
- Johannes Scheifes (1863–1936), Weihbischof in Münster
- Prosper Poullet (1868–1937), belgischer Ministerpräsident und Staatsminister
- Armand Thiéry (1868–1955), Priester und Ordensgründer
- Josef Schlegel (1869–1955), Landeshauptmann von Oberösterreich
- John Pius Boland (1870–1958), irischer Jurist, Politiker und Olympiasieger
- Ludwig Carbyn (1871–1910), Bürgermeister von Eschweiler
- Georges Holvoet (1874–1964), Gouverneur der Provinz Antwerpen und Kabinettchef des Prinzregenten des Königreichs Charles-Theodore
- Dionysius Ortsiefer (1874–1946), Franziskaner und Domprediger in Münster und Köln
- Thomas Braun (1876–1961), belgischer Schriftsteller, Literaturwissenschaftler und Jurist
- Hermann Pütz (1878–1928), Landrat des Landkreises Aachen
- Josef Roeckerath (1879–1955), Senatspräsident am Düsseldorfer Oberlandesgericht
- Hermann Schmidt (1880–1945), Jurist und Politiker, MdL Preußen, preußischer Staatsminister
- Eugen Bolz (1881–1945), Staatspräsident von Württemberg und Widerstandskämpfer gegen den Nationalsozialismus, hingerichtet
- Karl Wilhelm Jötten (1886–1958), Bakteriologe, Hygieniker und Vertreter der Eugenik/Rassenhygiene
- Adolf Flecken (1889–1966), Politiker (Zentrum, CDU), Innen- und Finanzminister von Nordrhein-Westfalen
- Paul Martini (1889–1964), Mediziner, Präsident der Deutschen Gesellschaft für Innere Medizin und Rektor der Universität Bonn
- Max Stiff (1890–1966), Landrat von Münster
- Wilhelm Boden (1890–1961), Ministerpräsident von Rheinland-Pfalz
- Oskar Türk (1893–1978), Stadtkämmerer von Köln und Mitglied des Landtags von Nordrhein-Westfalen
- Leo Brandenburg (1895–1946), Reichsgerichtsrat
- Hans Busch (1896–1972), Staatssekretär im Bundesarbeitsministerium als auch im Bundesministerium für den wirtschaftlichen Besitz des Bundes
- Hans Globke (1898–1973), Verwaltungsjurist, Mitkommentator der Nürnberger Rassegesetze, Chef des Bundeskanzleramtes
- Karl Band (1900–1995), Architekt
- Walter Anton Viktor Halstrick (1901–1991), Unternehmer in der Papierindustrie
- Wilhelm Johnen (1902–1980), Landtagspräsident von Nordrhein-Westfalen
- Hermann Conrad (1904–1972), Rechtshistoriker
- Bernhard Degenhard (1905–1991), Mediziner und Standespolitiker
- Eduard Schick (1906–2000), Bischof von Fulda
- Ludwig von Danwitz (1910–1981), Journalist
- Josef Rösing (1911–1983), Mitglied des Bundestags
- Hermann Maassen (1915–2008), Staatssekretär im Bundesministerium der Justiz
- Constantin Boden (1924–2006), Landrat von Prüm und Mayen
- Rudolf Arens (1926–1991), Grünlandwissenschaftler
- Philipp Herder Dorneich (* 1928), Ökonom und Sozialwissenschaftler
- Johannes Kapp (1929–2018), Weihbischof in Fulda
- Jost Prüm (1930–2017), Bankmanager
- Gerd Kleinheyer (* 1931), Jurist, Professor an der Universität Bonn
- Richard Giesen (* 1933), Deutscher Botschafter in El Salvador
- Joachim Grünewald (1933–2012), Parlamentarischer Staatssekretär beim Bundesminister der Finanzen
- Peter Lorbacher (* 1936), Mediziner, Mitbegründer der Deutschen Klinik für Diagnostik (DKD) in Wiesbaden
- Rudolf Kersting (* 1938), Landrat von Kleve
- Klaus Borchard (* 1938), Architekt, Stadtplaner und Rektor der Universität Bonn
- Heribert Dietz (1940–2019), Landrat des Rheingau-Taunus-Kreises
- Richard Mathes (1940–2005), römisch-katholischer Geistlicher, Philosophieprofessor und Rektor des Päpstlichen Institut Collegio Teutonico di Santa Maria dell’Anima
- Gisbert Knopp (1941–2021), Kunsthistoriker
- Alexander Mühlen (1942–2021), Deutscher Botschafter in den Vereinigten Arabischen Emiraten und in Uganda
- Klaus Evertz (1944–2016[25]), Mitglied des Landtags von Nordrhein-Westfalen
- Josef Wilhelm Hauser (1946–1984), Mitglied des Landtags von Baden-Württemberg
- Norbert Hauser (* 1946), MdB (1998–2002), Stellvertretender Präsident des Bundesrechnungshofs
- Klaus Rogall (* 1948), Strafrechtler
- Ulrich Büdenbender (* 1948), Jurist, Mitglied des Vorstandes der RWE AG, Professor an der TU Dresden
- Hanns Feigen (* 1949), Strafverteidiger
- Günther E. Buchholz  (* 1952), Zahnarzt und stellvertretender Vorsitzender des Vorstandes der Kassenzahnärztlichen Bundesvereinigung
- Heiner Wegesin (* 1953), Verwaltungsjurist
- Wolfgang Ipolt (* 1954), Diözesanbischof von Görlitz
- Manfred Lütz (* 1954), Nervenarzt und Theologe, Mitglied des Päpstlichen Rates für das Leben
- Friedrich Merz (* 1955), Bundeskanzler
- Norbert Jacobs (* 1955), Jurist und Politikwissenschaftler
- Martin Rehborn (* 1956), Rechtsanwalt und Rechtswissenschaftler
- Matthias Pulte (* 1960), Kirchenrechtler
- Michael Borchard (* 1967), Leiter der Hauptabteilung Politik und Beratung der Konrad-Adenauer-Stiftung
- Uwe Brinkmann (* 1977), ehemaliger Bürgermeister von Bad Schwartau